# 北燕
北燕（407年或409年—436年）是十六國时期汉人馮跋建立的政权。407年，馮跋灭后燕，拥立高云（慕容云）为天王，建都龙城（今遼寧省朝陽市），仍旧沿用后燕国号。409年，高云被部下離班、桃仁所杀，馮跋平定政变後即天王位于昌黎（今辽宁省义县）。據有今遼寧省西南部和河北省东北部。436年被北魏所灭。
因其都龙城，又名黄龙，故南朝宋称其为黄龙国。也有史书因其地处东北地区南部，又称其为东燕，但较为罕见。

## 北燕皇帝列表
| 庙号 | 谥号     | 姓名 | 出身和關係       | 统治时间    | 年号             |
| ---- | -------- | ---- | ---------------- | ----------- | ---------------- |
| 無   | 惠懿皇帝 | 高雲 | 後燕慕容寶之養子 | 407年-409年 | 正始 407年-409年 |
| 太祖 | 文成皇帝 | 馮跋 | 馮弘之兄         | 409年-430年 | 太平 409年-430年 |
| 無   | 昭成皇帝 | 馮弘 | 馮跋之弟         | 430年-436年 | 太兴 431年-436年 |

## 延伸阅读
[在维基数据编辑]
 《晉書·卷125》，出自房玄齡《晉書》
 《北史·卷093》，出自李延壽《北史》